# Arraial do Cabo
Arraial do Cabo é um município brasileiro situado na Região dos Lagos do estado do Rio de Janeiro. Trata-se de uma cidade costeira, possuindo uma altitude média de apenas oito metros. Fundada em 1503 pelo conquistador Américo Vespúcio, foi elevada à categoria de município apenas em 1985, após sua emancipação do município vizinho de Cabo Frio. Em 2014 tinha uma população de 28 866 habitantes segundo o IBGE. As rodovias que servem o município são a RJ-140/BR-120 e a RJ-102.
A cidade de Arraial do Cabo, como o nome indica é realmente um cabo, um pedaço de terra grande (superior ao pontal e ponta) adentrando ao mar, possui pequena diversidade de praias em enseadas, entre estas pode se considerar que estão algumas das praias mais belas do mundo. A cidade abriga o Porto do Forno que na verdade é uma marina de três píers por onde entram produtos para a cidade e saem as produções de sal. Ideal para a prática de mergulho, o ecoturismo é a base da economia cabista, não aproveitando-se a região para o desenvolvimento de aquacultura e maricultura. Tendo ainda uma zona urbana bastante simples e conturbada, com construções de apenas dois andares em ruas sinuosas e estreitas. A cidade de Arraial do Cabo possui 4 distritos: Centro (Arraial do Cabo), Monte Alto, Figueira Caiçara e Pernambuca.[carece de fontes?]

## História

### Primeiros povos
Há cerca de um milhão de anos os ventos, as correntes marítimas e as marés começaram a depositar sedimentos entre três antigas ilhas – atualmente conhecidas como morro do Mirante, do Forno e Pontal do Atalaia –, incorporando-as ao continente e formando, assim, o cabo onde se situa a cidade de Arraial do cabo.
Os primeiros habitantes eram nômades e chegaram à região há cerca de cinco mil anos. Viviam em pequenos grupos no alto dos morros e desciam apenas para buscar alimentos, basicamente peixes e moluscos.
Os tamoios eram, na época da chegada dos portugueses, os habitantes mais comuns da região, embora existissem, também, tribos de outras vertentes tupinambás. Essas tribos consumiam, basicamente, peixes e crustáceos, e complementavam a dieta com o consumo da "mandioca" e com os animais da caça. A produção de cerâmica se destacava nessas tribos, que também marcaram participação nos conflitos que viriam a ocorrer entre portugueses e corsários, principalmente franceses.

### Colonização europeia
Após decidir se separar do resto da frota da segunda expedição à costa brasileira, Américo Vespúcio navega rumo ao sul, chegando à Praia da Rama - atualmente conhecida como "Praia dos Anjos" - aí ancorando logo em seguida. Ao lugar, deu-se o nome de Cabo Frio, devido a fatores que, de certa forma, fascinaram os navegantes. Dentre eles:

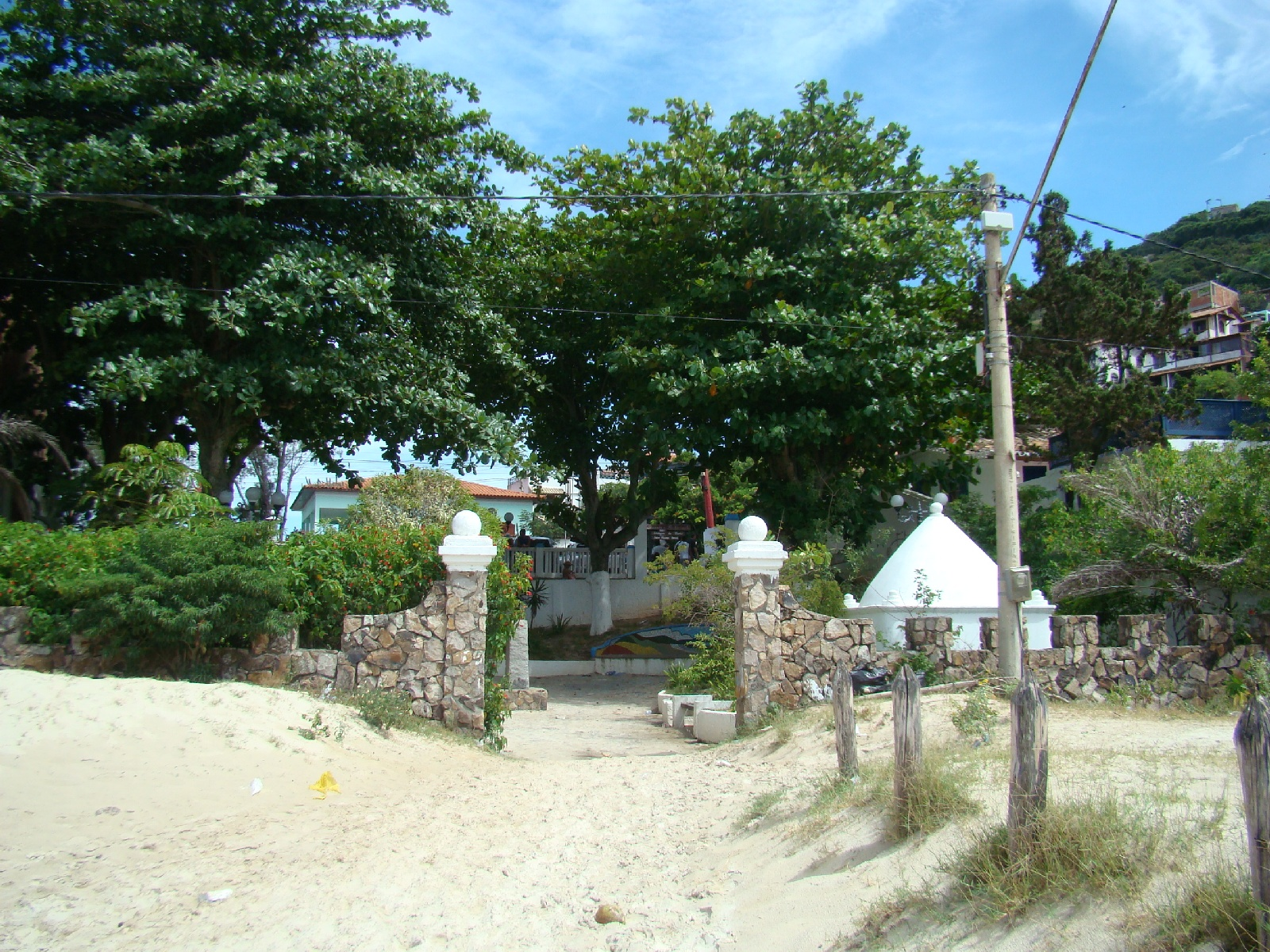
Marco histórico de Arraial do Cabo visto da "Praia dos Anjos"

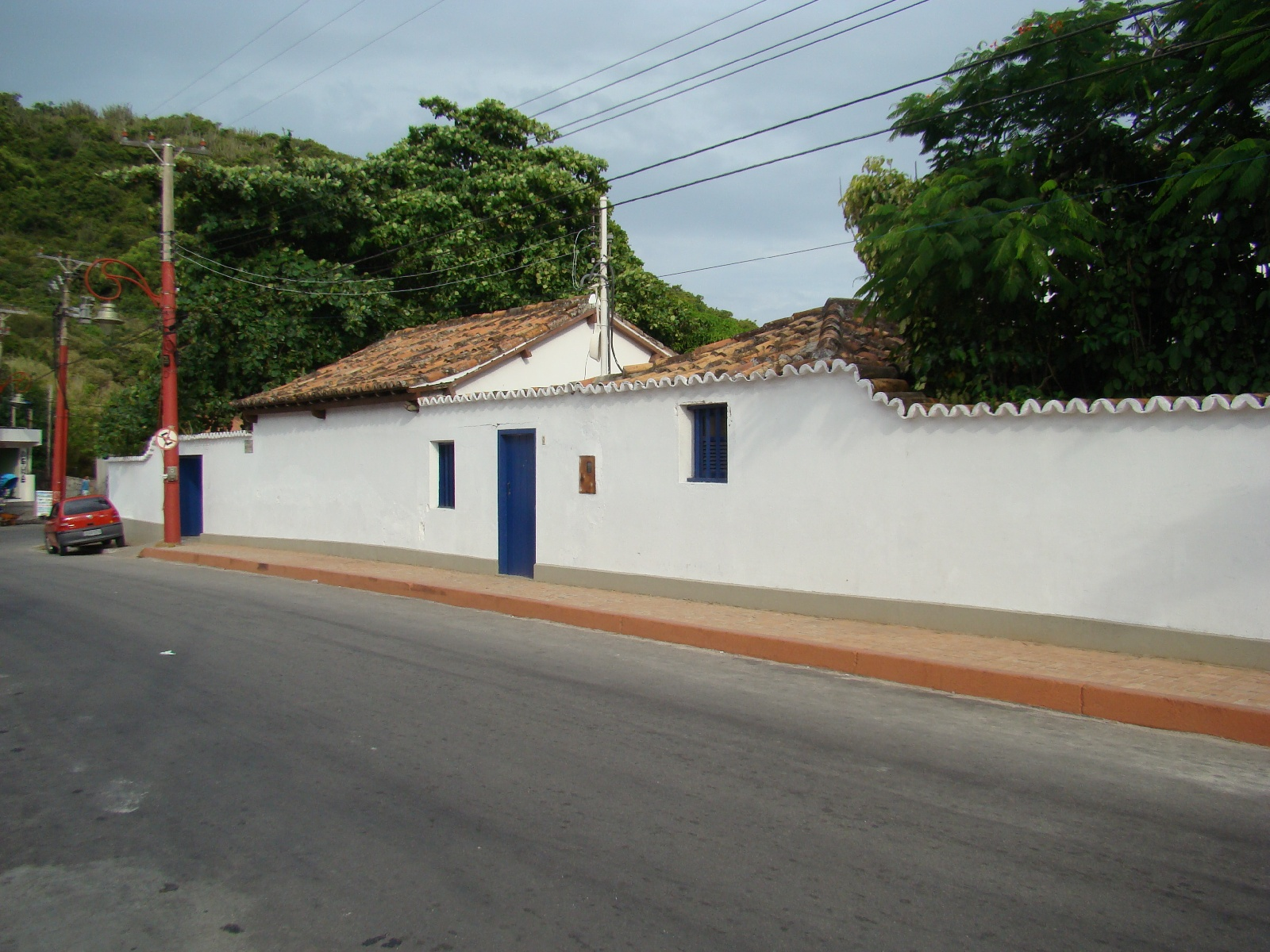
Fachada da "Casa da Piedra"

- As correntes marítimas locais possuíam uma temperatura substancialmente mais fria que as temperaturas normais das águas da costa brasileira (atualmente esse fenômeno é conhecido como ressurgência).[8]
- Os ventos constantes eram, também, muito mais frios do que no resto do litoral, dando a impressão de que a temperatura local fosse mais baixa do que realmente era.
- As condições do tempo mudavam rapidamente no local, passando subitamente de um dia ensolarado para um dia nublado, com alta possibilidade de formação de nevoeiro e, em alguns casos, agitando o mar.

Américo Vespúcio decidiu, então, construir um forte no local (cujas ruínas permanecem no local, acessível por trilha entre a Praia do Forno e a Prainha), onde ele deixou 24 homens com armas e mantimentos.
Posteriormente, foi construída feitoria em local próximo. Mas o local exato ainda não foi definido. Para alguns, ela está localizada no próprio Arraial do Cabo, para outros, em Cabo Frio. Mas é certo que essa foi, de fato, a primeira feitoria no Brasil.
Provavelmente como consequência do estabelecimento dessa feitoria, começou a se desenvolver em arraial um modesto povoamento, sendo esse um dos primeiros (possivelmente o primeiro) em território brasileiro. Ainda é possível ver, na cidade, a primeira construção de alvenaria da terra recém-descoberta, a "Casa da Piedra".
Existe na cidade um marco histórico que lembra a visita de Américo Vespúcio nesta época. Composto de um obelisco, um poço, existente desde então e uma placa resumindo parte da história local.

### História recente

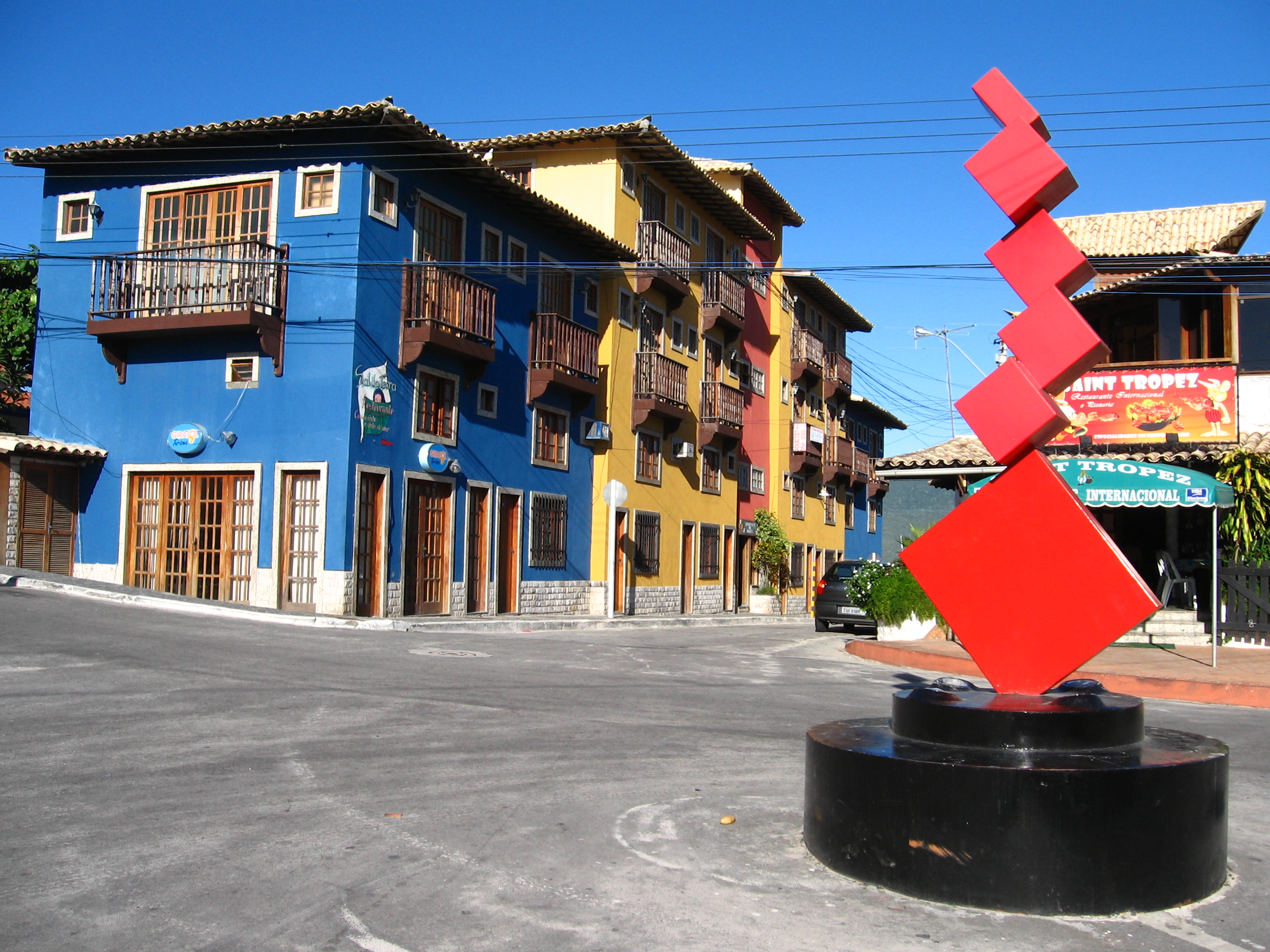
Centro da cidade

Durante séculos, a cidade seguiu sua vocação natural como vila de pescadores. E foi na primeira metade do século XX, em 1943, com a implantação da Companhia Nacional de Álcalis, que a economia local foi impulsionada. A fábrica produzia barrilha, matéria-prima para fabricação de vidros. A oferta de emprego aumentou. Mão-de-obra qualificada da unidade da Álcalis no Rio Grande do Norte foi trazida para a cidade e as ofertas de empregos acabaram trazendo trabalhadores de outras regiões. Isso contribuiu para a consolidação e para o crescimento da cidade.
Durante anos, Arraial do Cabo pertenceu a Cabo Frio, sendo seu principal distrito. Em 13 de maio de 1985, a cidade teve sua emancipação assinada por Leonel de Moura Brizola, governador do Estado do Rio de Janeiro na época. No dia 15 de novembro de 1985, foi eleito o primeiro prefeito, Renato Vianna, que assumiria o cargo no dia 1 de janeiro de 1986. Hoje, o município de Arraial do Cabo compreende os distritos: Monte Alto, Figueira, Parque das Garças, Sabiá, Pernambuca, Novo Arraial e Caiçara.

## Geografia

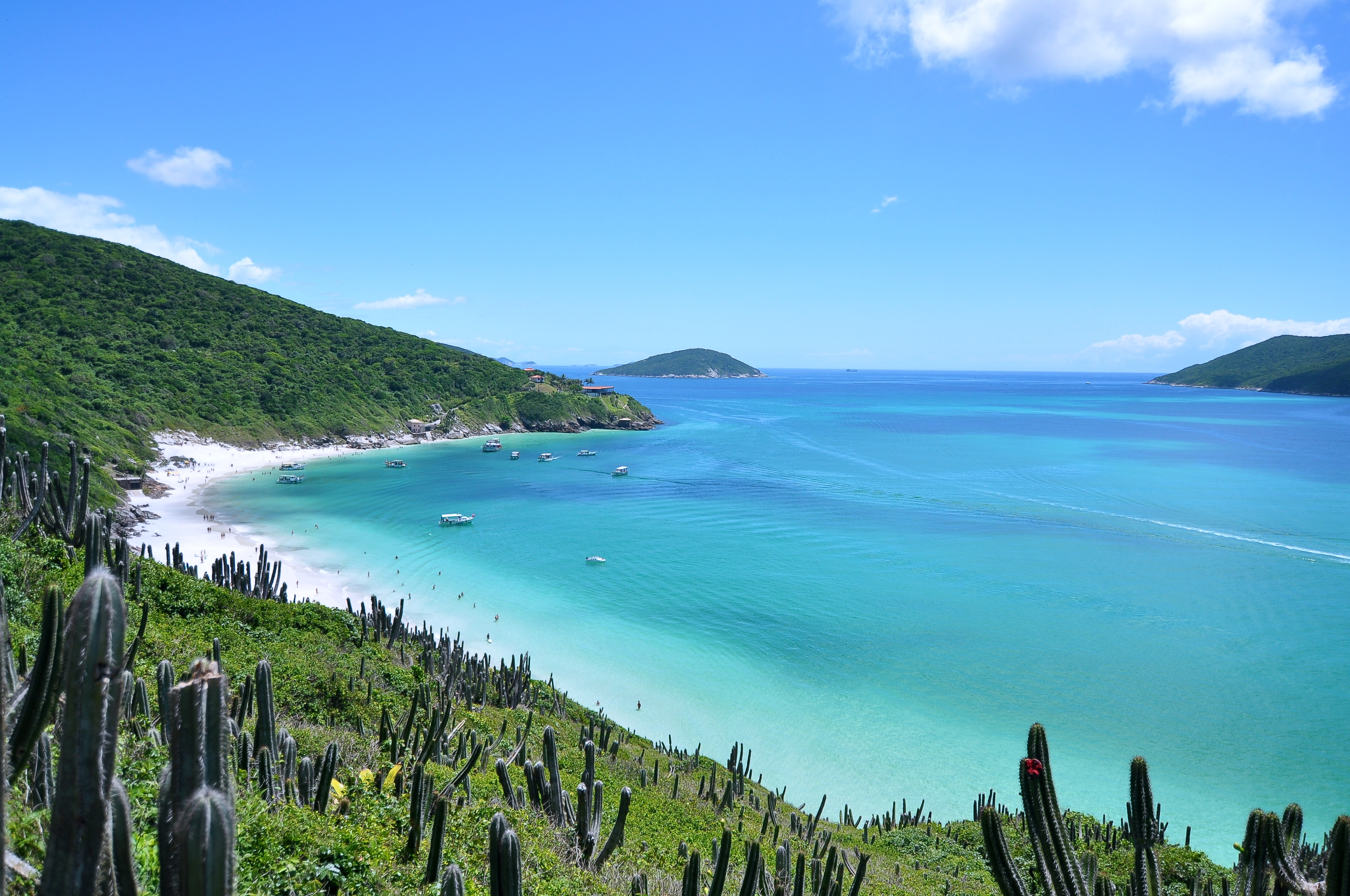
Praia do Forno

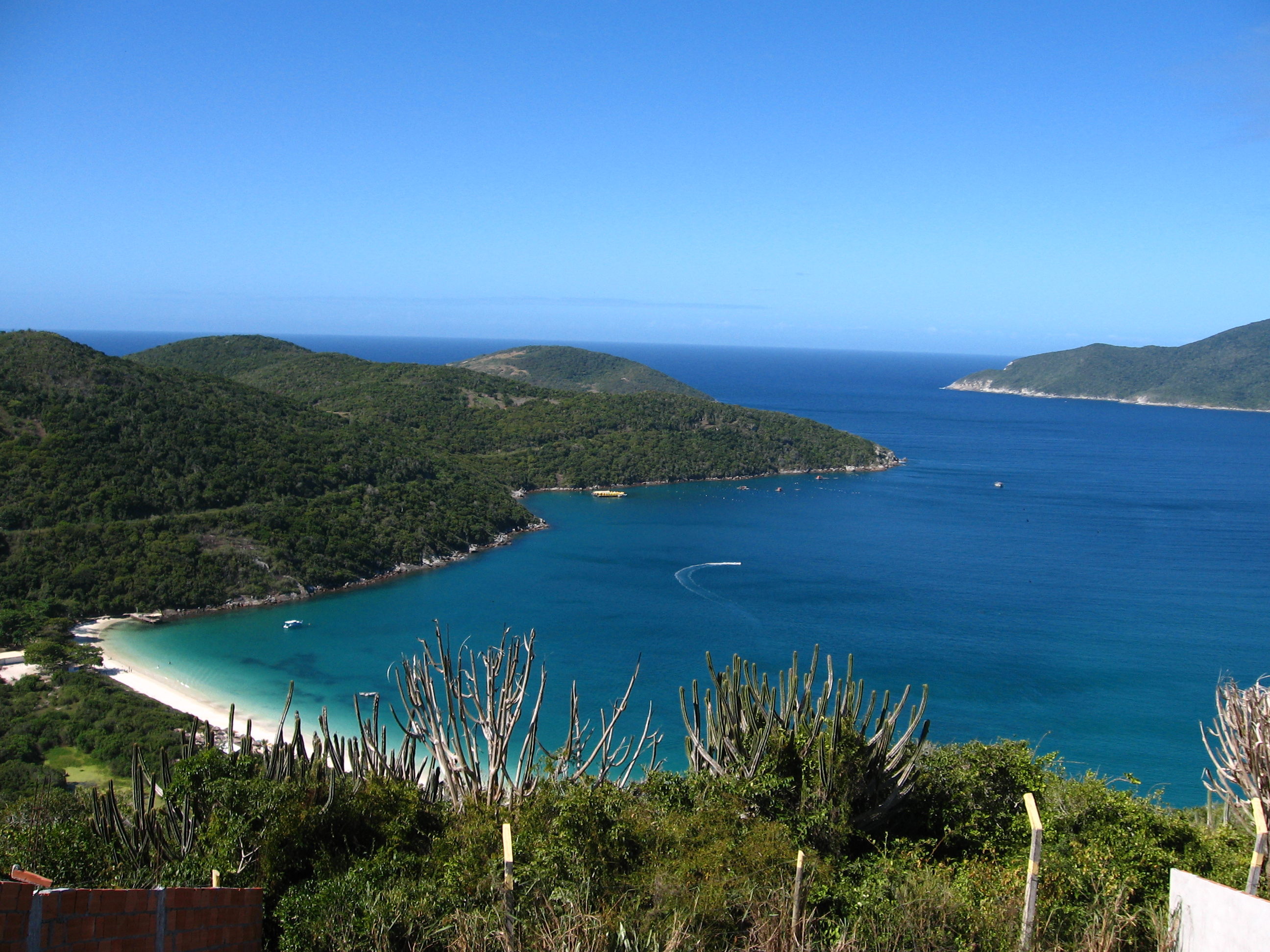
Praia do Forno

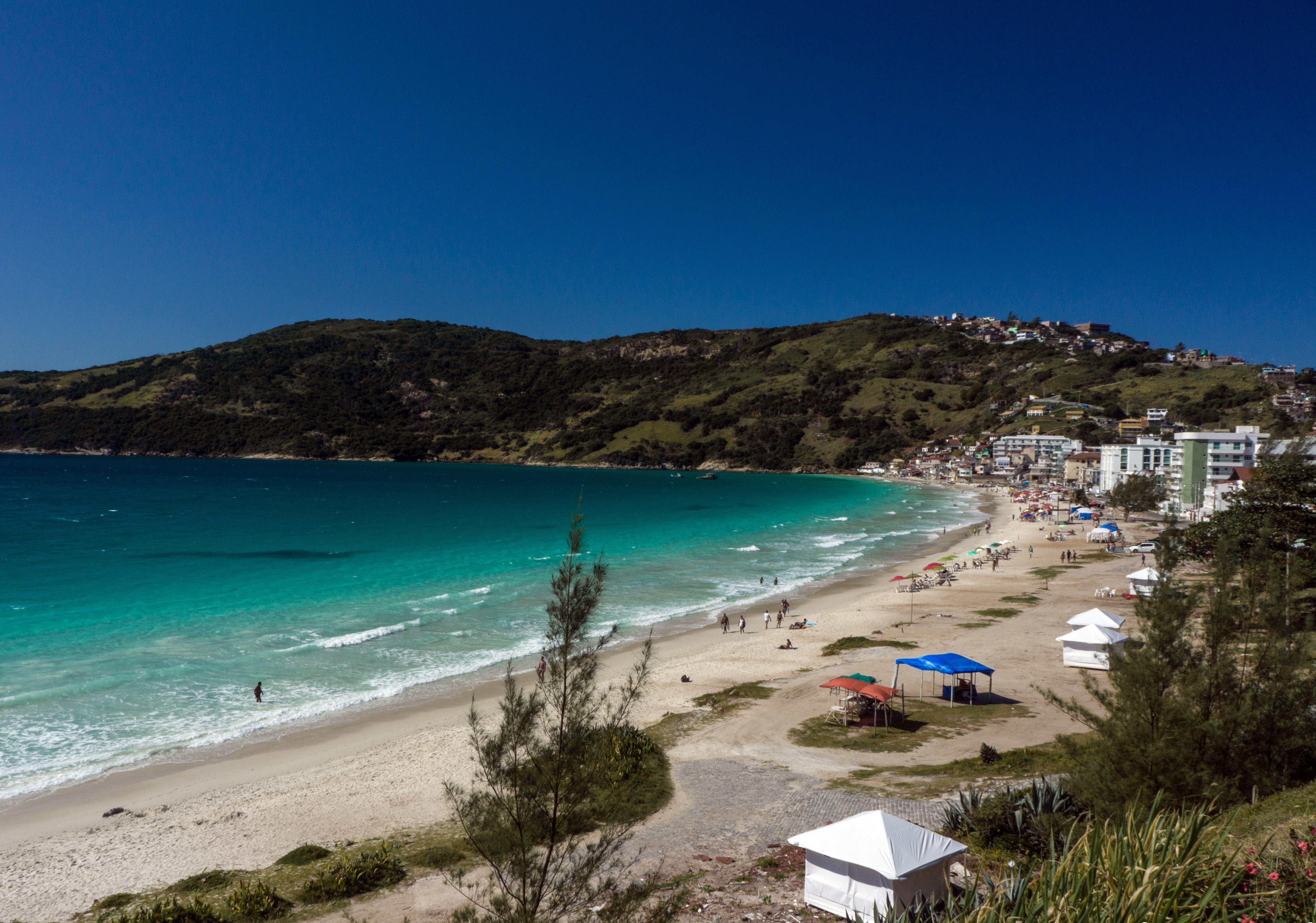
Prainha, Arraial do Cabo

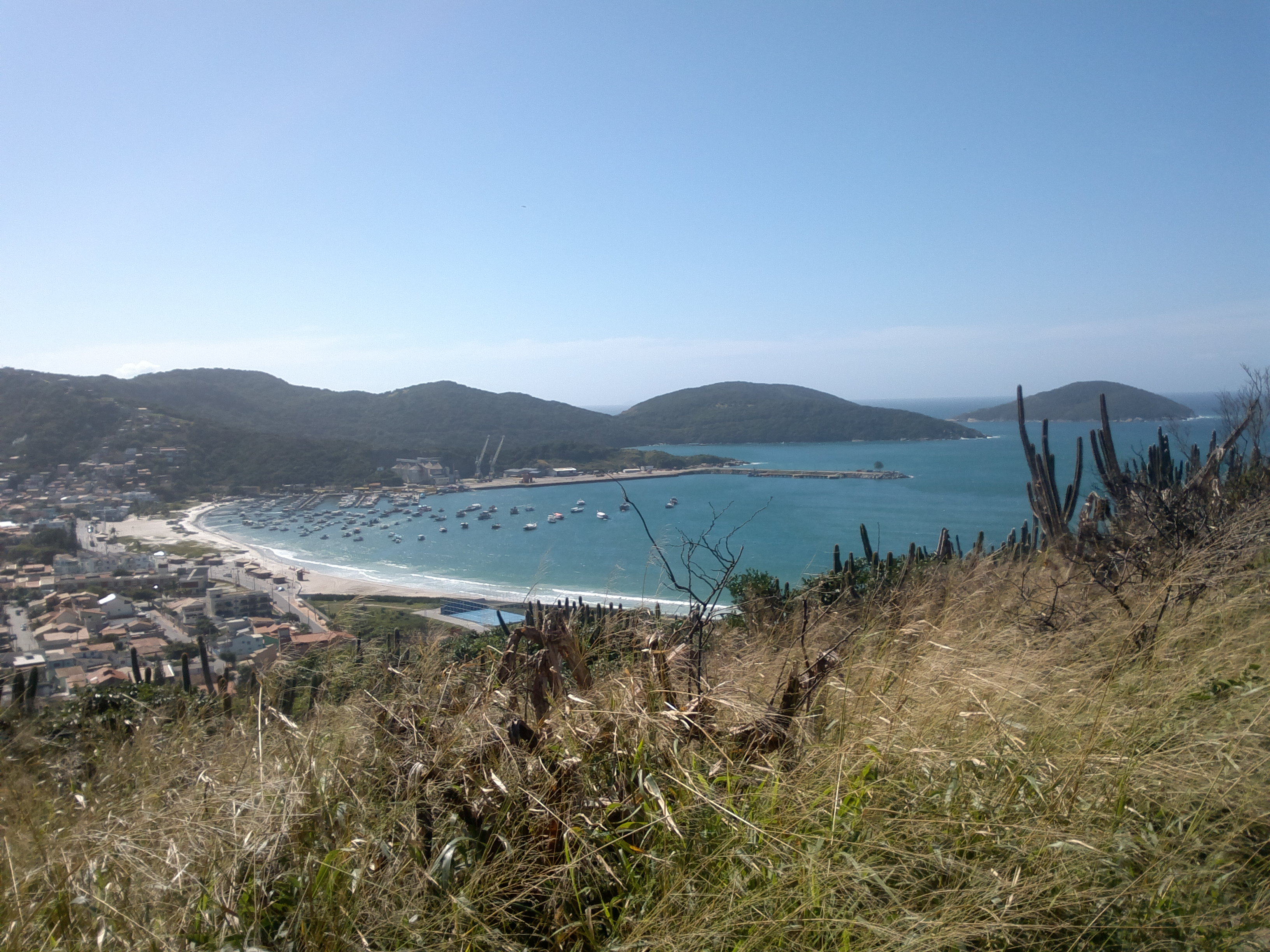
Praia dos Anjos

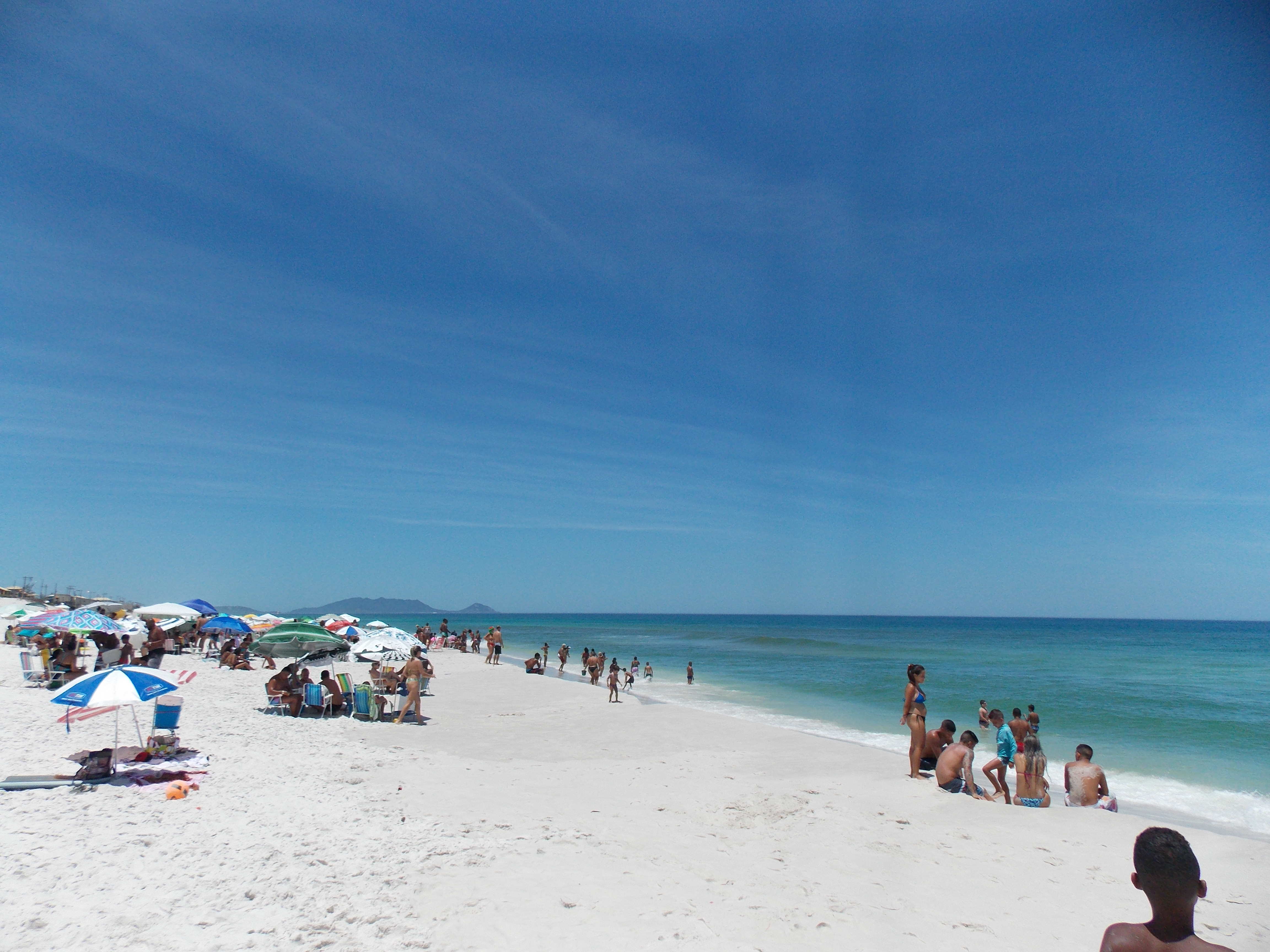
Praia de Figueira

Arraial do Cabo limita-se a norte com o município de Cabo Frio, a leste e a sul, com o Oceano Atlântico e a oeste, com o município de Araruama. Arraial do Cabo possui 4 distritos, Figueira, Monte Alto, Caiçara e Pernambuca.
O clima de Arraial do Cabo é tropical litorâneo, com muito vento que estabiliza as temperaturas, o município praticamente desconhece temperaturas muito elevadas ou muito baixas. No ano de 2007 a máxima absoluta foi de apenas 31,7 °C (a menor de todo o estado) e a mínima de 12,9 °C. Historicamente, o município tem máxima absoluta de 34 °C e mínima de 10 °C. Também chove bem pouco, com média pluviométrica anual de cerca de 800mm. A insolação (horas de sol) é uma das maiores do estado.
O município é conhecido como a "capital do mergulho". As praias de águas transparentes e areia muito branca tornam sua costa num dos locais brasileiros mais propícios para a pesca submarina e mergulho. A abundante fauna marinha é decorrente da ressurgência, um fenômeno oceanográfico que consiste na subida de águas profundas e ricas em nutrientes para regiões menos profundas do oceano. As principais praias são: Praia dos Anjos (onde se localiza o Porto do Forno), Praia do Forno, Praia Grande, Prainha, As Prainhas do Atalaia, Praia da Ilha do Farol (eleita em 2000 a praia mais perfeita do Brasil pela Revista Veja), Praia grande, Praia do Monte Alto, entre outras.
O município também conta com uma área preservada pelo IBAMA, a restinga de Massambaba (estreito pedaço de terra banhado a sul pelo Oceano Atlântico e a Norte pela Lagoa de Araruama), onde são encontradas as mais exóticas orquídeas do mundo.
Culturalmente, Arraial do Cabo se distingue das outras cidades da Região dos Lagos. É visível o modo de vida e as práticas culturais específicas dos "cabistas". Há um modo de pronunciar algumas palavras, e, sobretudo, a construção de novas palavras, que confunde o passado e o presente. Assim, é comum nas ruas os gritos, berros e vaias, que mostram o caráter cultural interativo do povo de Arraial do Cabo, e, também o "atchesa", "rodia", entre outros verbetes. A cidade também é a única do estado a comemorar o feriado do Dia de Ação de Graças; na data oficial de 23 de novembro.

### Praias
- As Prainhas do Pontal do Atalaia
- Praia dos Anjos
- Praia Brava
- Praia do Farol
- Praia do Forno
- Praia Grande
- Prainha
- Praia do Pontal
- Praia da Graçainha
- Praia de Monte Alto
- Praia da Pernambuca

### Fauna
- Formicivora littoralis (com-com-da-restinga), é uma espécie de ave endêmica das restingas da região dos lagos. Está ameaçada de extinção, devido à perda de habitat.

### Clima
O clima de Arraial do Cabo é tropical litorâneo (Aw), com muito vento que estabiliza as temperaturas, o município praticamente desconhece temperaturas muito elevadas ou muito baixas. Também chove bem pouco, com média pluviométrica anual de cerca de 800mm. A insolação (horas de sol) é uma das maiores do estado.
Segundo dados do Instituto Nacional de Meteorologia (INMET), a partir de setembro de 2006, quando foi instalada uma estação meteorológica na cidade, a menor temperatura registrada em Arraial do Cabo foi de 12,9 °C em 31 de julho de 2007, e a maior atingiu 35,1 °C no dia 4 de janeiro de 2019.
| Gráfico climático para Arraial do Cabo, Rio de Janeiro            | Gráfico climático para Arraial do Cabo, Rio de Janeiro | Gráfico climático para Arraial do Cabo, Rio de Janeiro | Gráfico climático para Arraial do Cabo, Rio de Janeiro | Gráfico climático para Arraial do Cabo, Rio de Janeiro | Gráfico climático para Arraial do Cabo, Rio de Janeiro | Gráfico climático para Arraial do Cabo, Rio de Janeiro | Gráfico climático para Arraial do Cabo, Rio de Janeiro | Gráfico climático para Arraial do Cabo, Rio de Janeiro | Gráfico climático para Arraial do Cabo, Rio de Janeiro | Gráfico climático para Arraial do Cabo, Rio de Janeiro | Gráfico climático para Arraial do Cabo, Rio de Janeiro |
| ----------------------------------------------------------------- | ------------------------------------------------------ | ------------------------------------------------------ | ------------------------------------------------------ | ------------------------------------------------------ | ------------------------------------------------------ | ------------------------------------------------------ | ------------------------------------------------------ | ------------------------------------------------------ | ------------------------------------------------------ | ------------------------------------------------------ | ------------------------------------------------------ |
| J                                                                 | F                                                      | M                                                      | A                                                      | M                                                      | J                                                      | J                                                      | A                                                      | S                                                      | O                                                      | N                                                      | D                                                      |
| 82 29 22                                                          | 72 29 23                                               | 56 29 22                                               | 89 27 21                                               | 71 26 20                                               | 41 25 18                                               | 37 25 18                                               | 35 24 18                                               | 51 24 16                                               | 63 25 19                                               | 92 27 21                                               | 104 28 22                                              |
| Temperaturas em °C • Precipitações em mmFonte: Somar Meteorologia |                                                        |                                                        |                                                        |                                                        |                                                        |                                                        |                                                        |                                                        |                                                        |                                                        |                                                        |

## Governo e política
Poder Executivo
O atual prefeito de Arraial do Cabo é Marcelo Magno, do PL, reeleito em 2024 no primeiro turno.
Poder Legislativo
O Poder Legislativo é representado pela câmara municipal, composta por nove vereadores com mandato de 4 anos. Cabe aos vereadores na Câmara Municipal de Arraial do Cabo, especialmente fiscalizar o orçamento do município, além de elaborar projetos de lei fundamentais à administração, ao Executivo e principalmente para beneficiar a comunidade.
- Presidente da câmara: Ângelo de Macedo Alves (Shogun)

## Pontos turísticos

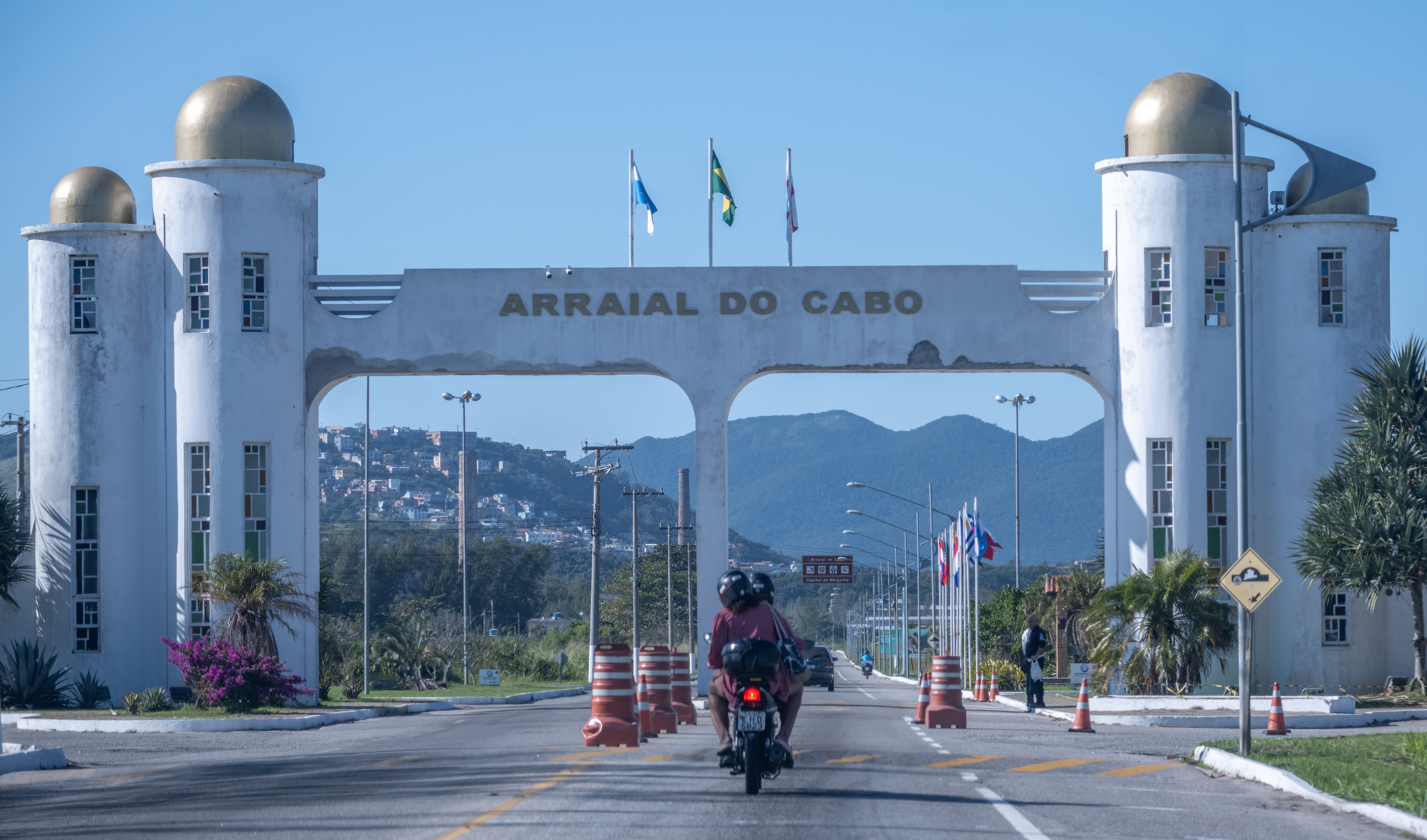
Pórtico de Arraial do Cabo

- Casa de Piedra: atualmente propriedade particular, ocupa o lugar da feitoria que deu origem à cidade de Arraial do Cabo.[11]
- Casa da Poesia: casa do poeta Vitorino Carriço, hoje é centro cultural onde há encontros de poetas e saraus.
- Centro Cultural Manoel Camargo: uma das três instituições de museologia da cidade conta a história cabista com painéis e peças, além da menção dos homens que foram importante para a cidade.
- Farol Velho: inaugurado em 1833, suas ruínas estão localizadas no topo da ilha do Farol. Para visitá-lo, é necessário obter autorização da Marinha para realizar a trilha que leva até o farol e alugar uma embarcação que leve os visitantes até a ilha.[12]
- Igreja de Nossa Senhora dos Remédios: erguida em 1506 pelos portugueses, a igreja está entre as primeiras edificações do país. Singela, fica em uma elevação debruçada sobre a praia dos Anjos.
- Mergulho: Arraial do Cabo abriga uma diversificada vida marinha - são tartarugas, meros, lulas, lagostas, arraias e até golfinhos que vivem em harmonia nas ilhas do Farol e dos Porcos, nos sacos do Cherne e do Cordeiro, na praia do Forno, na Ponta d'Água e na Gruta Azul. Quem agradece são os mergulhadores, que lá encontram os melhores pontos do país para praticar o esporte além das águas transparentes.
- Museu Oceanográfico Almirante Paulo Moreira: Possui esqueletos de animais marinhos, peças de naufrágios que ocorreram na região e aquários com animais vivos.
- Passeio de Barco: Os passeios duram quatro horas e descortinam as mais belas paisagens de Arraial do Cabo. O roteiro inclui paradas no Pontal do Atalaia (Prainhas) e Ilha do Farol, passando pela Gruta Azul, uma salão de 30 metros de extensão e 15 de altura - o nome vem dos efeitos causados pelas paredes internas, que têm tons dourado e prateado e que se tornam azuis de acordo com a incidência de luz. As embarcações partem da praia dos Anjos.
- Pontal do Atalaia: Programa preferido dos casais, assistir ao pôr-do-sol no Pontal do Atalaia é imperdível, um dos poucos lugares do Brasil onde o Sol põe-se no mar. As pedras ficam a 180 metros de altitude, descortinando vista panorâmica.
- Ruínas da Bataria e do Telégrafo: fundações da Bataria da Paia dos Anjos no cume do Morro da Fortaleza e vista panorâmica da cidade.

## Ver também

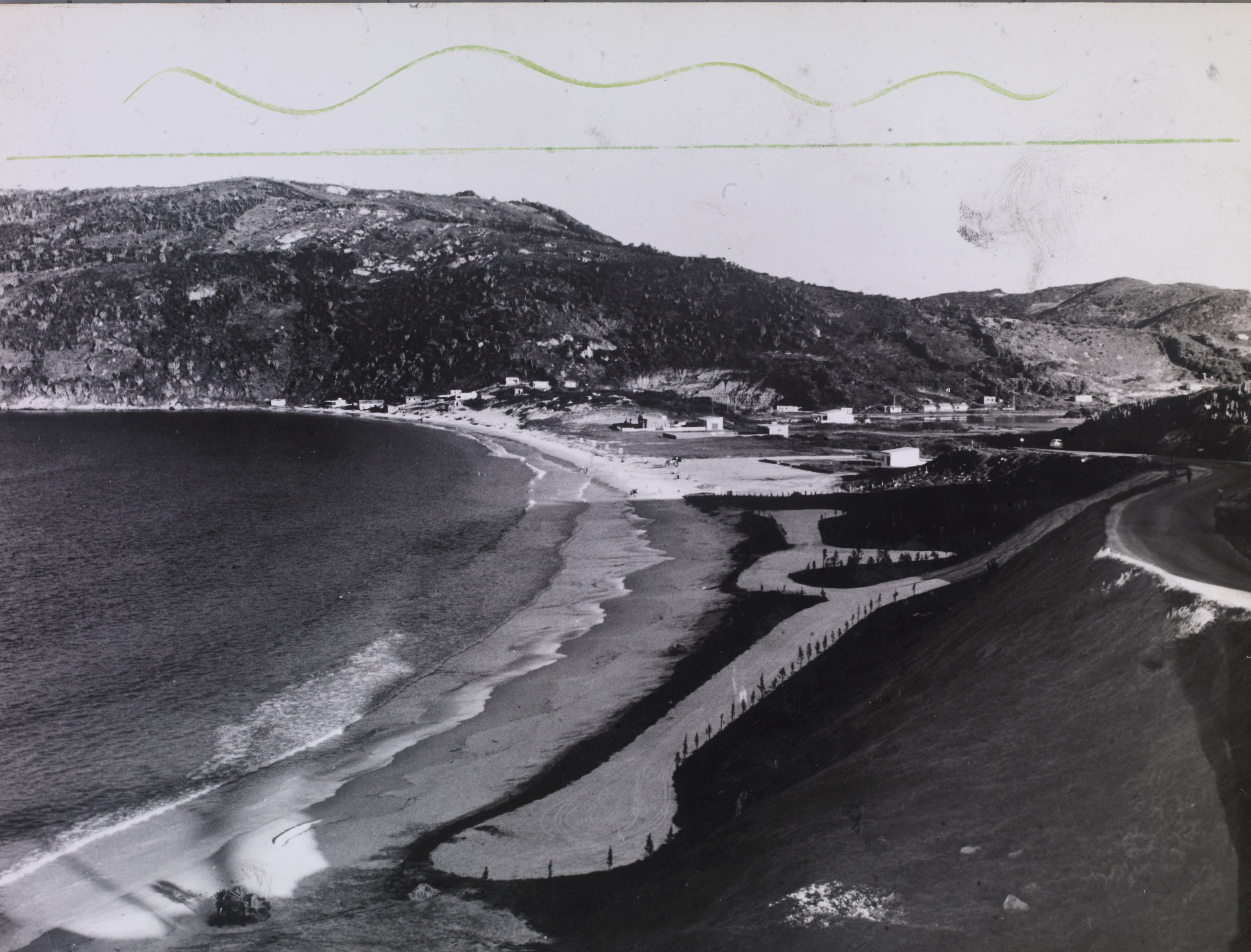
Praia de Arraial do Cabo, em 24 de abril de 1971